# Susquehanna Depot (Pensilvania)
Susquehanna Depot es un borough ubicado en el condado de Susquehanna en el estado estadounidense de Pensilvania. En el año 2000 tenía una población de 1.690 habitantes y una densidad poblacional de 893.9 personas por km².

## Geografía
Susquehanna Depot se encuentra ubicado en las coordenadas 41°56′41″N 75°36′14″O / 41.94472, -75.60389.

## Demografía
Según la Oficina del Censo en 2000 los ingresos medios por hogar en la localidad eran de $27,328 y los ingresos medios por familia eran $31,522. Los hombres tenían unos ingresos medios de $29,327 frente a los $18,173 para las mujeres. La renta per cápita para la localidad era de $13,654. Alrededor del 22.3% de la población estaba por debajo del umbral de pobreza.